# Paul Fitzgibbon
Joseph Paul Fitzgibbon (Dakota del Sud, 21 marzo 1903 – Los Angeles, 12 marzo 1975) è stato un giocatore di football americano statunitense che ha militato nel ruolo di wide receiver nella National Football League (NFL). Al college giocò a football alla Creighton University.

## Carriera
Fitzgibbon iniziò la carriera professionistica nel 1926 con i Duluth Eskimos. Nelle due stagioni successive passò prima ai Frankford Yellow Jackets e poi ai Chicago Cardinals. Nel 1930 si trasferì ai Green Bay Packers con cui giocò occasionalmente anche come quarterback e con cui vinse due campionati NFL consecutivi, nel 1931 e nel 1932. Dopo la carriera nel football Fitzgibbon divenne un neurologo e uno dei sette membri fondatori del Permanente Medical Group, oggi noto come Kaiser Permanente.

## Palmarès
- Campionati NFL : 2

Green Bay Packers: 1930, 1931